# Fuglehommen
Das Fuglehommen (norwegisch für Vogeltal) ist ein kleines und vereistes Tal im ostantarktischen Königin-Maud-Land. Im Mühlig-Hofmann-Gebirge liegt es auf der Nordseite des Petrellfjellet.
Wissenschaftler des Norwegischen Polarinstituts benannten es 1966.